# Барилямбда
Бариля́мбда (лат. Barylambda, от др.-греч. βᾰρύς «тяжелый» и λάμβδα «лямбда», по форме верхних моляров) — вымерший род подотряда пантодонтов, живший в среднем и позднем палеоцене. Хорошо известен по нескольким находкам в Северной Америке. Как и другие пантодонты, барилямбда была массивным стопоходящим с пятипалыми конечностями.
Вымерла в позднем палеоцене в связи с появлением корифодона, более развитого животного того же подотряда, занявшего её экологическую нишу.

## Состав рода
На данный момент известны три вида барилямбд:
- †B. churchilli
- †B. faberi
- †B. jackwilsoni

## Анатомия и экология
Внешне барилямбды напоминали, по-видимому, крупных тапиров или носорогов с небольшой головой, длинным развитым хвостом и по-медвежьи расставленными конечностями. Хвостовые позвонки были необычно массивными: взрослое животное могло опираться на задние лапы и хвост, чтобы достать пищу с высоты (с дерева).
Предполагается, что барилямбды были травоядными: об этом можно судить по общему виду зубов, наличию хорошо развитых клыков только у самцов, жевательному износу коренных зубов и отсутствию на них режущих выступов.
Длина тела составляла около 2,5 метров, масса тела — около 650 кг, что примерно соразмерно современным лошадям. Барилямбды были крупными животными для своего времени даже среди пантодонтов — по-видимому, размер защищал их от более мелких хищников.
Образ жизни барилямбд, по-видимому, напоминал современных тапиров.